# Чевычалов, Георгий Иванович
Гео́ргий Ива́нович Чевыча́лов (17 декабря 1935, Магнитогорск) — советский легкоатлет, участник Олимпийских игр. Мастер спорта международного класса.

## Карьера
На Олимпийских играх 1960 года Чевычалов участвовал в беге на 400 метров с барьерами, но не смог выйти в финал.
Двукратный серебряный призёр чемпионата СССР 1960 и 1961 года, а также бронзовый призёр 1962 года.

## Образование
Выпускник Челябинского педагогического института.